# Filippo Belforti
Filippo Belforti (1319 ou 1320-† 20 août 1358) fut évêque de Volterra du 10 juillet 1348 à sa mort.

## Biographie
Filippo Belforti est né à Volterra en 1319 ou 1320. Il était le fils d’Ottaviano Belforti, qui appartenait à une famille noble de la ville des plus importantes et des plus puissantes, et qui sera seigneur de Volterra en 1340.
Filippo embrassa l’état ecclésiastique. Il était dans les ordres majeurs quand, probablement grâce à l’influence de son père, il devint chanoine de la cathédrale de Volterra. Lorsque l’évêque de la ville Rainuccio Allegretti, chef de la faction adverse des Belforti, mourut au début de l’année 1348, Filippo fut amené à lui succéder. La bulle de nomination promulguée par Clément VI le 10 août 1348 loue sa scientia literarum et sa honestas vitae ac morum.
Quand Filippo Belforti accéda à la dignité épiscopale, les anciens privilèges et pouvoirs temporels des évêques sur la cité et le contado de Volterra, autrefois concédés par les empereurs, n’étaient plus que théoriques. La ville et son territoire étaient organisés en une république urbaine au sein de laquelle les factions et grandes familles se disputaient le pouvoir. La situation tant matérielle que spirituelle de l'Église de Volterra était désolante.
En 1350 Filippo revint d’Avignon, où se trouvait alors la Curie pontificale, et où selon toute vraisemblance il avait reçu la consécration épiscopale. Il découvrit une Église locale appauvrie. Il se plaignit dans plusieurs lettres du manque de prêtres et de l’état précaire dans lequel se trouvaient les finances du diocèse, à tel point que cette situation compromettait son action apostolique. La principale source de revenus de l’Église de Volterra était les mines d’argent de Montieri, qui étaient à cette époque presque épuisées. Filippo Belforti dut user de toute son influence auprès de l’empereur Charles IV de Luxembourg pour que celui-ci renonce au paiement des 30 marcs annuels dus par les évêques de Volterra en échange de l’exploitation de ces mines (il obtiendra satisfaction le 23 mai 1355). Pour remédier à ces difficultés financières chroniques, il institua des taxes spéciales sur le clergé diocésain.
En 1352, il entra en négociation avec Angelo di Lotto Buonaguidi, mandaté par la république de Volterra, concernant le sort du château de Montecastelli, dont la propriété était revendiquée tant par les évêques que par la Commune, et qui était source depuis plusieurs siècles de conflits entre les deux parties. Il renonça à toute propriété sur Montecastelli en échange de 16000 livres en monnaie de Volterra. Comme exigé par la Commune, il écrivit au pape Clément VI pour obtenir son autorisation à cette transaction. Dans cette lettre, après avoir exposé à ce dernier les troubles graves et répétés qui avaient eu lieu pour la possession de cette place dans le passé, et notamment les destructions et incendies de 1306, il lui présenta le progrès que constituerait un tel accord pour des relations apaisées entre Volterra et l’Église locale et lui demanda de souscrire à cet arrangement. Le pape donna sa bénédiction et Montecastelli passa ainsi définitivement et entièrement sous l’autorité communale. Cet accord eut le double avantage pour Filippo de le débarrasser d’une source régulière de litiges avec la Commune et de renflouer les caisses de son diocèse.
En 1355, l’empereur Charles IV était descendu en Italie. Celui-ci était à Pise quand il confirma le 21 février la juridiction impériale de l’évêque de Volterra sur la cité et le diocèse. Le 3 mars, les autorités de la république de Volterra dépêchèrent des ambassadeurs pour lui prêter serment de fidélité. Filippo Belforti était présent à Pise. Le 10 mars il protesta solennellement auprès de l’empereur au sujet de ce serment prêté par les envoyés de la Commune. Il entendait par cette protestation rappeler que les droits seigneuriaux sur Volterra et sa région appartenaient non à la Commune mais aux évêques, par privilèges impériaux concédés par Frédéric Barberousse et Henri VI deux siècles auparavant. Lui seul en conséquence pouvait prêter serment de fidélité à l’empereur. Le serment prononcé par les ambassadeurs de la cité était donc indu et préjudiciable pour ses droits. Charles IV admit la « légitimité », c’est-à-dire la recevabilité, de cette plainte, mais ne se prononça pas sur le fond immédiatement.
En tant que feudataire et vassal, Filippo Belforti suivit l’empereur  à Rome où il assista le 5 avril 1355 à son couronnement. Le 23 mai suivant Charles IV confirma à l’évêque une large juridiction sur la cité de Volterra et sur les nombreuses châtellenies de son diocèse. Il lui confirma ou concéda également de nombreux autres privilèges. Ainsi, il interdit que des magistrats soient nommés notamment à Volterra sans son autorisation. Il lui permit en outre de construire dans son diocèse tous les châteaux, tours et forteresses qu’il désirerait, ceci dans tous les lieux qu’il voudrait. Ces concessions ne permirent cependant pas plus à Filippo Belforti qu’à ses prédécesseurs de recouvrer un pouvoir temporel effectif sur le diocèse.
La fidélité de Filippo Belforti envers l’empereur ne l’empêcha pas d’entretenir de bonnes relations avec la Cour de Naples, et en particulier avec le roi Louis et le Grand Sénéchal Niccolò Acciaiuoli, qu’il tenait informés avec une certaine régularité des vicissitudes de la vie politique en Toscane. Cette position consistant à entretenir de bonnes relations tant avec l’empereur qu’avec son opposant le plus résolu dans la péninsule, le roi de Naples, était à l’image de la politique que menait sa famille et notamment son frère Bocchino, seigneur de Volterra. Ce dernier en effet, pour garantir son pouvoir sur la cité, menait une politique d’équilibre entre les cités guelfes comme Florence et les cités gibelines comme Pise.
Le 10 novembre 1356, Filippo Belforti organisa à Volterra un synode diocésain, auquel assistèrent Paolo, évêque de Chalcédoine, et tous les clercs du diocèse. À cette occasion, il promulgua les Constitutiones synodales Ecclesiae Volaterranae. L’ouvrage, divisé en cinq livres, traite d’organisation et de discipline ecclésiastique. Le manuscrit est conservé à la Bibliothèque Guarnacci de Volterra avec le registre des lettres en latin et langue vulgaire écrites par Filippo pendant son épiscopat et avec un second registre contenant des brouillons de lettres, livres de dépenses, donations et actes divers relatifs à la famille Belforti entre 1340 et 1401.
Malgré des difficultés financières chroniques, Filippo Belforti parvint à terminer la construction de l’hôpital commencée sous l’épiscopat de son oncle Ranieri IV Belforti. Il fut dédié aux Saints Apôtres Jacques et Jean (SS. Apostoli Iacopo e Giovanni). 
Filippo Belforti mourut à Volterra le 20 août 1358 et fut inhumé dans la cathédrale de la ville.